# 片腕マシンガール
『片腕マシンガール』（かたうでマシンガール）（英題：The Machine Girl）は、アメリカ完全出資・日本製作のアクションバイオレンス映画。

## 概要
これまでのホラー映画やスプラッター映画の常識を覆す試みのB級映画「Tokyo Shock」レーベルの第1弾。メディア・ブラスターズが国際配給し、子会社である「フィーバー・ドリームス」が製作した。
井口昇が監督を務めた低額予算でのB級作品ではあるが、同年4月に公開された『お姉チャンバラ THE MOVIE』のアクションシーンを連想させる作りや、インパクトのある流血シーンの連続、随所に斬新なカットや表現、コミカルなシーンなどが見られ、日本国内外でカルト的な人気を博している。
国内ではロードショー公開されていないが、ゆうばり映画祭や各地のレイトショーで上映された。

## ストーリー
忍者服部半蔵の子孫であるというヤクザの息子、木村翔をリーダーとするいじめグループによって弟である日向ユウを殺された女子高生日向アミが復讐に挑む。
弟の殺害を隠そうとした翔の舎弟とその両親に復讐を果たすなどいじめグループを追いつめて行くアミであったが、いわゆるモンスターペアレンツと呼ばれるいじめグループメンバーの両親に左腕を天ぷら油で揚げられ火傷を負い、その上、忍びこんだ屋敷で木村の両親に捕まり拷問をうけ左腕を失ってしまう。アミは同様にいじめによって息子を失った若い自動車修理工の夫婦である、杉原スグル、ミキ夫妻に助けられ、アミはスグルが作り上げた多銃身のマシンガンを受け取り、左腕に装着する。襲ってくる忍者たちによって、スグルは殺されるが、ミキとアミはマシンガンをかかえて再び復讐に立ち上がる。

## 出演者
- 日向アミ - 八代みなせ
- 日向ユウ（アミの弟） - 川村亮介
- 杉原ミキ（修理工の妻） - 亜紗美
- 杉原スグル（修理工） - 石川ゆうや
- 杉原タケシ（その息子） - 秀平
- 木村龍二（ヤクザ親分） - 島津健太郎
- 木村翔（ヤクザの息子） - 西原信裕
- 木村スミレ（ヤクザの妻） - 穂花
- ヤクザ子分金子 - デモ田中
- 藤井マサコ（いじめグループの親） - 菜葉菜
- 藤井ヨウスケ（いじめグループの親） - 岸建太朗
- ヨシエ（アミのクラスメイト） - 木嶋のりこ
- ヤクザ子分 - 諏訪太朗
- ヤクザ子分 - 大迫茂生
- ゆみこ - 屋敷紘子
- 哲平 - 照井健仁
- 板前 - 濱松敏廣

## スタッフ
- 監督・脚本 - 井口昇
- エグゼクティブ・プロデューサー - ジョン・シラベラ
- プロデューサー - 羽山陽子（メディア・ブラスターズ）、千葉善紀（日活）、中村聡（日活）
- 音楽 - 中川敬
- 撮影 - 長野泰隆
- 照明 - 安部力
- 録音 - 横野一氏工
- 美術 - 黒須康雄
- 編集 - 田辺賢治
- 助監督 - 城定秀夫、家次勲、大木正吾
- 選曲 - 石井ますみ
- 音響効果 - カモメファン（渡部健一、勝亦さくら、佐々木教生）
- イラスト - 江口寿史
- 特殊造型監督・残虐効果 - 西村喜廣（西村映造）
- 特殊メイク・造型 - 石野大雅
- VFXスーパーバイザー：鹿角剛司
- アクション監督 - 鈴村正樹（ユーデンフレームワークス）
- アクションコーディネーター - 園村健介
- アクションアドバイザー - 下村勇二
- 配給・宣伝 - SPOTTED PRODUCTIONS
- 配給協力 - インターフィルム
- 宣伝協力 - バイオタイド
- 製作 - フィーバー・ドリームス（メディア・ブラスターズ）
- 制作プロダクション - 日活株式会社

## 受賞
- 映画館大賞「映画館スタッフが選ぶ、2008年に最もスクリーンで輝いた映画」第34位

## 関連作品
- 爆裂魔神少女　バーストマシンガール - 本作を原作とした小林勇貴監督の2019年の映画。